# Liste des atabegs du Fars
Les atabegs du Fars ou Salghurides ont régné de 1148 à 1270.
- Muzaffar ed-Din Sonkur, 1148-1161. Selon Henri Massé[1], son nom complet est Muzaffar ad-Din Sunqor bin Modud ibn Salghar, d'où le nom de la dynastie dont il est le fondateur. Il prend le pouvoir dans le Fars en 1148 et installe sa capitale à Chiraz[2].
- Muzaffar ed-Din Zangi (Zangī b. Mawdūd), 1161-1175. C'est le frère du précédent[2].
- Degele ou Dakla (ou Mouzaffar ed Din Toukla), 1175-1194 (ou 1178-1198). Il est l'un des cinq fils de Muzaffar ed-Din Zangi[2].
- Toghril, 1194-1203. Il conteste la succession à Sa'd Ier qui finit par l'emporter[2].
- Izz ed-Din Sa'd Ier (Abou Chouja Saʿd ibn Zangi), 1203-1226. La date de 1226 pour sa mort serait plus probable que celle de 1231 avancée par certaines sources[2].
- Abu Bakr Kutlugh Khan (en) (ou Abū Bakr ibn Saʿd b. Zangī), fils de Sa'd Ier, 1231-1260. Il s'entoure d'artistes, dont le poète Saʿdi[2].
- Sa'd II (en), 1260-1260. Il succède à son père Abu Bakr mais n'a pas le temps de régner : la mort le frappe avant qu'il n'ait regagné Chiraz[2]. C'est le début du déclin de la dynastie.
- Muhammed, 1260-1262.
- Muhammed Shah, 1262-1263.
- Selyuk Shah, 1263-1265.
- Abish Khatun, 1265-1270. L'une des filles de Saʿd II.